# Lista monumentelor istorice din județul Buzău - F

Simbol pentru monumentele istorice

Lista monumentelor istorice din județul Buzău - F cuprinde monumentele istorice înscrise în Patrimoniul cultural național al României și aflate în localități ce încep cu litera F din județul Buzău.
Lista completă este menținută și actualizată periodic de către Ministerul Culturii, Cultelor și Patrimoniului Național din România, prin intermediul Institutului Național al Patrimoniului, ultima versiune datând din 2015. Această listă cuprinde și actualizările ulterioare, realizate prin ordin al ministrului culturii.
| Cod LMI                               | Denumire                             | Localitate                         | Localizare | Datare, Creatori                                 | Imagine               | Erori             |
| ------------------------------------- | ------------------------------------ | ---------------------------------- | --- | ------------------------------------------------ | --------------------- | ----------------- |
| BZ-I-s-B-02227 (RAN: 47881.01)        | Situl arheologic de la Fântânele     | sat Fântânele; comuna Năeni        | Dealul „Colarea” |                                                  | Încarcă foto \| video | Raportează eroare |
| BZ-I-m-B-02227.01 (RAN: 47881.01.03)  | Necropolă                            | sat Fântânele; comuna Năeni        | Dealul „Colarea” | sec. V a. Chr., Hallstatt                        | Încarcă foto \| video | Raportează eroare |
| BZ-I-m-B-02227.02 (RAN: 47881.01.01)  | Așezare                              | sat Fântânele; comuna Năeni        | Dealul „Colarea” | mijl. mil. III, Epoca bronzului                  | Încarcă foto \| video | Raportează eroare |
| BZ-I-m-B-02227.03 (RAN: 47881.01.02)  | Necropolă                            | sat Fântânele; comuna Năeni        | Dealul „Colarea” | mijl. mil. III, Epoca bronzului                  | Încarcă foto \| video | Raportează eroare |
| BZ-I-s-B-02228 (RAN: 47444.02)        | Așezare                              | sat Fântânele; comuna Năeni        | „Dealul Greabănu” | sec. IV p. Chr, Epoca migrațiilor                | Încarcă foto \| video | Raportează eroare |
| BZ-I-s-A-02229 (RAN: 47872.09)        | Situl arheologic de la Fințești      | sat Fințești; comuna Năeni         | „Zănoaga” |                                                  | Încarcă foto \| video | Raportează eroare |
| BZ-I-m-A-02229.01 (RAN: 47872.09.01)  | Așezare                              | sat Fințești; comuna Năeni         | „Zănoaga”, cca. 4 km N de sat, la 1,5 km V de Cătun, pe pantele de N și V ale crestei Zănoaga 45.11583°N 26.46833°E                                                                                     | sec. IV - V p. Chr., Epoca migrațiilor           | Încarcă foto \| video | Raportează eroare |
| BZ-I-m-A-02229.02 (RAN: 47872.09.02)  | Așezare fortificată                  | sat Fințești; comuna Năeni         | „Zănoaga”, cca. 4 km N de sat, la 1,5 km V de Cătun, pe pantele de N și V ale crestei Zănoaga, marginea de E a satului, la NV de șoseaua Proșca-Fințești și în primele gospodării 45.11583°N 26.46833°E | mil. III - II, Epoca bronzului, Cultura Monteoru | Încarcă foto \| video | Raportează eroare |
| BZ-I-m-A-02229.03 (RAN: 47872.09.03)  | Așezare                              | sat Fințești; comuna Năeni         | „Zănoaga”, cca. 4 km N de sat, la 1,5 km V de Cătun, pe pantele de N și V ale crestei Zănoaga; marginea de E a satului, la NV de șoseaua Proșca-Fințești și în primele gospodării 45.11583°N 26.46833°E | mil. III - II, Epoca bronzului, Cultura Monteoru | Încarcă foto \| video | Raportează eroare |
| BZ-I-s-B-02230 (RAN: 50424.01)        | Așezare                              | sat Fundeni; comuna Zărnești       | În vatra satului, între șosea și pârâul Câlnău la V de linia dintre Primărie și podul spre Zărnești | sec. IV p. Chr, Epoca migrațiilor                | Încarcă foto \| video | Raportează eroare |
| BZ-II-a-A-02395 (RAN: 47444.03)       | Ansamblul bisericii „Sf. Arhangheli” | sat Fântânele; comuna Mărgăritești | 150 | 1777                                             | Încarcă foto \| video | Raportează eroare |
| BZ-II-m-A-02395.01 (RAN: 47444.03.01) | Biserica de lemn „Sf. Arhangheli”    | sat Fântânele; comuna Mărgăritești | 150 | 1777                                             | Încarcă foto \| video | Raportează eroare |
| BZ-II-m-A-02395.02                    | Clopotniță                           | sat Fântânele; comuna Mărgăritești | 150 | 1777                                             | Încarcă foto \| video | Raportează eroare |
| BZ-II-m-B-02396                       | Conacul Marghiloman                  | sat Fundeni; comuna Zărnești       | Bd Marghiloman 108, în centrul satului 45.28998°N 26.88034°E | sf. sec. XIX - înc. sec. XX                      |                       | Raportează eroare |
| BZ-IV-m-B-02524                       | Cruce de piatră                      | sat Florica; comuna Florica        | 334, în curtea lui Ștefan Dinel | sec. XVIII                                       | Încarcă foto \| video | Raportează eroare |